# Gwara górali łąckich
Gwara górali łąckich (górolsko godka) – gwara górali okolic Łącka i Kamienicy.
Cechami charakterystycznymi gwary górali łąckich są:
- wymowa udźwięczniająca typu: brad_ojca – brat ojca, brad_mój – brat mój (udźwięcznienie wygłosu wyrazu poprzedniego, jeżeli kolejny wyraz rozpoczyna się na samogłoskę lub spółgłoskę sonorną); jest to tzw. regionalizm krakowsko-poznański, wymowa taka stoi na równi z ubezdźwięczniającym regionalizmem warszawskim;
- mazurzenie, czyli wymowa spółgłosek ż, dż, sz, cz jako z, dz, s, c, natomiast „rz” nigdy nie jest wymawiane jako „z”;
- akcent inicjalny;
- „e” pochylone – realizowane jako samogłoska „y” – zarówno po spółgłosce twardej oraz miekkiej, np.: tyz – też, mlyko – mleko, brzyg – brzeg, śniyg – śnieg;
- „a pochylone” – realizowane jako dźwięk pomiędzy samogłoską „a” i „o”, np.: ståł – stał, tråwa – trawa;
- „o” pochylone (czyli w pisowni „ó”) – zachowana wymowa między samogłoską „o” i „u”, np.: niůs, krůw - niósł, krów;
- zakończenie bezokolicznika na -uwać w miejsce ogólnopolskiego „-ować” i „-ywać”, np.: maluwać, – malować;
- większa liczba czasowników wielokrotnych niż w polszczyźnie ogólnej, np.: chłodzuwåł, gråwåł – wiele razy chodził (chadzał), wiele razy grał (grywał);
- tendencja do asymilacji i uproszczeń w grupach spółgłoskowych „strz”, „zdrz”, „trz”, „drz” jako szcz, żdź, cz, dż, np.: dżewło, szczelić, przyczym to – drzewo, strzelić, przytrzymaj to;
- uproszczenia w wygłosie „ść” na ś, np.: kłaś, slyś = kłaść, zleźć;
- osłabienie lub redukcja „ł”, które jest w wygłosie lub kończy grupę spółgłoskową (a jest przed samogłoską „o” lub „u”), np.: t(ł)uk sie, g(ł)owa, płosed, mia(ł)a, jåd - tłukł się, głowa, poszedł, miała, jadł;
- słabo artykułowane „ch” i jego skłonność do zaniku, np.: jeʰåł, sʰłody - jechał, schody;
- zastępowanie w grupach spółgłoskowych skłonnego do zaniku „ch” przez „k” lub „f”, np.: kfała, kfila, kciåł, tfůrz - chwała, chwila, chciał, tchórz;
- uproszczenia w śródgłosie grup rdł → rł, łn → łń, stn → sn, rnk → rk, śln → śń, np.: garło, pöłnie, krzesny, gårka, ziårko, naumyśnie, maśnicka = gardło, południe, chrzestny, garnka, ziarnko, naumyślnie, maślniczka;
- labializacja nagłosowego i śródgłosowego „o” oraz nagłosowego „u”, np. łokropnie, łu nås, chłodziuł – okropnie, u nas, chodził;
- prejotacja samogłosek „a”, „e”, „i”, np. ʲinacy, ʲigła, ʲanioł, ʲEwa, = inaczej, igła, anioł, Ewa;
- przydech – poprzedzanie samogłosek słabym krtaniowym „h”, np. ʱAmeryka, ʱAnna, ʱarmata – Ameryka, Anna, armata;
- zanik zwarcia „ń”, które kończy sylabę, np. pajski, pajstwo, siąͤj – pański, państwo, sień;
- pomijanie przyrostka -nę- w niektórych formach czasowników w czasie przeszłym i w rozkaźniku, np.: ciǫͧgli, krzykła – ciągnęli, krzyknęła;
- wymowa wygłosowej spółgłoski „ch” jako k, np. na nogak, niek – na nogach, niech;
- wymowa spółgłoski „k” przed przedniojęzykowo-zębową „t” jako f, fto, ftůry – kto, który;
- w czasownikach typu „biorę-bierzesz” brak alternacji r:rz, np. bier - bierz;
- w czasownikach końcówka „-ił/-iła” = -iuł/-iuła, „-ył/-yła” = -ůł/-ůła np.: piuła – piła, robiuła – robiła, nośuł – nosił, puotrafiuł – potrafił, bůł – był, sůła – szyła (w zapisie: bół, sóła);
- formy analityczne czasu przeszłego (wspomagane też czasem słowem posiłkowym „że”): jå siedziåł, jå zem/zek siedziåł, jå siedziå(ł)ek, tyś chłodziuła, ty ześ chłodziuła, my przyśli/przyślimy, – siedziałem, chodziłaś, przyszliśmy; obok form analitycznych występują również formy aorystyczne (zakończone na –ek, -ak), np. bůłek, robiułek – byłem, robiłem;
- formy rozkaźników: przesunięcie języka ku przodowi i zwężenie artykulacji „a” przed „j”, czyli przejście -aj → -ej, następuje tylko w formach czasownika „dać”, np.: dej, dejcie - daj, dajcie; w pozostałych wyrazach -aj → -åj, np.: s(ł)uʰåj, gådåj - słuchaj, gadaj;
- przeniesienie twardej formy tematu z 1. os. lp. cz. teraźniejszego do 3 os. l.mn. cz. teraźniejszego, np.: jå bierąͤ – bierąͤmy (biorę – bierzemy), jå siedząͤ – siedząͤmy (siedzę – siedzimy);
- w końcówce -my w 1. os. lm. czasu teraźniejszego ogólnopolskie „y” zbliżone jest nieznaczenie barwą do „e”, np. chodząͤmy/e;
- samogłoski „ę” oraz „ǫ” występujące przed „ł” lub „l” w czasie przeszłym są realizowane najczęściej jako „ů”, np.: wziůł, wziůły, stånůła – wziął, wzięli, stanęła; rzadziej występuje zamiana „ę/ǫ + ł/l” → „on/ůn/en”, np.: wzion/wziůn, wziena/wziona – wziął, wzięła;
- szeroka wymowa samogłoski nosowej „ę” (artykulacja taka była powszechna w dobie staropolskiej) – najczęściej jest ona realizowana (w każdej pozycji z większą lub mniejszą nosowością) jako dźwięk pomiędzy „e-a-o”, czyli „ąͤ” (to dźwięk przypominający „a” pochylone, jednak bardziej przedni, z płaskim układem ust, niemal jak przy „e”; graficznie oddawany jest jako „o” lub „ą”), np.: jadąͤ, idąͤ, gąͤba, rąͤce (w zapisie: goba, roce, jak też: gąba, rące) – jadę, idę, gęba, ręce; w niektórych wyrazach „ę” jest realizowane jako „y”, np.: påmiytåj, piyknie, miyso – pamiętaj, pięknie, mięso;
- analogicznie do wymowy „ę” realizowana jest grupa „eN” (tj. „e+n” oraz „e+m”), np.: jedąͤn, łodmiąͤni, wiąͤm – jeden, odmieni, wiem, ale: jedynåście – jedenaście (w kilku wyrazach eN = yN);
- samogłoska „ǫ” (literacko zapisywana jako „ą”) w śródgłosie jest ścieśniona, a więc swą barwą przypomina nieco samogłoskę „u” (dźwięk ten graficznie jest oddawany jako „ón” lub „ó”), np.: ciǫͧgnij, ksiǫͧdz – ciągnij, ksiądz;
- analogicznie do ścieśnionej wymowy samogłoski „ǫ” realizowana jest grupa „oN” (tj. „o+n” oraz „o+m”), która brzmi „ůn/ům”, np.: hůnorowy, strůna – honorowy, strona (w zapisie ortograficznym: hónorowy, stróna);
- samogłoska „ǫ” w wygłosie: w 3. os. lp. czasu teraźniejszego czasowników oraz w bierniku lp. przymiotników, liczebników i zaimków żeńskich realizowana jest jak w śródgłosie – „ǫͧ” lub jako „om”, np.: siedzǫͧ/siedzom, chłodzǫͧ/chłodzom, na drugǫͧ/drugom strůnąͤ – siedzą, chodzą, na drugą stronę; natomiast w narzędniku lp. rzeczowników, przymiotników, liczebników i zaimków żeńskich „ǫ” zawsze jest rozkładane na „om”, np.: starom babom, takom drůgom – starą babą, taką drogą;
- rozszerzenie artykulacji „u” przed spółgłoską nosową, czyli przechodzenie „uN” → „ůN”, np.: grůnt, strůny - grunt, struny;
- brak przegłosu polskiego „e:o”, np.: jå niesąͤ – ja niosę, łony wiezły – one wiozły, mietła – miotła;
- grupa spółgłoskowa „eł” brzmi „öł”, np.: wöłna, pöłno, pöłnie – wełna, pełno, południe (graficznie oddawane jest to jako „ół”, a więc: wółna, półno, półnie);
- przesunięcie ku przodowi i zmniejszenie zaokrąglenia warg przy „o”, które następuje po spółgłoskach przedniojęzykowych, takich jak: d, t, r, l, n, s, z (układ ust jest podobny do artykulacji „e”, lecz położenie języka - jak przy wymawianiu „o”), np.: doͤbry, sioͤstra, wtoͤrek – dobry, siostra, wtorek;
- podwojenie „s” w przypadkach zależnych rzeczownika „las”, formach czasownika „wisieć”, „zawiesić”, np.: w lessie, wissiały - w lesie, wisiały;
- wymowa przedrostkowego i przyimkowego „s” przed sonornymi, np.: s nami, ś nimi - z nami, z nimi;
- wtórne ruchome „e” po przyimkach i przedrostkach „w”, „z”, uniemożliwiające powstanie skłonnych do uproszczeń grup spółgłoskowych ss, zz, ff, ww, śś, źź, np.: we włodzie, we fajce, zesunońć, zesiniåł = w wodzie, w fajce, zsunąć, zsiniał;
- zachowana grupa „śr”, „źr”, np.: doźreć, doźrały (dojrzeć, dojrzały);
- zmiana formy zaimków np.: do te baby (dopełniacz l.poj.), ale: ty babie (celownik i miejscownik l.poj.); zamiast: do tej baby, tej babie;
- częściowy archaizm podhalański występujący po „rz” (zamiast „y” jest dźwięk bliski „i”); występuje on stosunkowo rzadko, u osób ze starszego pokolenia; np.: prziʸsed – przyszedł;
- rzeczowniki w mianowniku lm. rodzaju męskiego częściej niż w języku ogólnym przybierają końcówkę „-y” (zamiast „-i”), np.: muzykanty, bandyty - muzykanci, bandyci; w rzeczownikach miękkotematowych częstsze jest użycie końcówki „-e” (w miejsce „-owie”), np.: łojce, ucnie - ojcowie, uczniowie;
- archaiczna końcówka dopełniacza l.poj. rzeczowników żeńskich -e, np. naprzeciw studnie, zamiast: naprzeciwko studni oraz szerszy zakres użycia końcówki „-a” w dopełniaczu lp. rzeczowników rodzaju męskiego (jak w języku staropolskim), np.: płota, woza - płotu, wozu;
- w celowniku lp. rzeczowników męskich występuje końcówka „-owi” (zamiast ogólnopolskiej „-u”), np.: bratowi, kotowi, tatowi - bratu, kotu, tacie;
- narzędnik l.poj. rodzaju męskiego i nijakiego zamiast końcówki „em” przyjmuje postać „ąͤm”, np.: z lassąͤm – z lasem, z kłůniąͤm – z koniem; przy tym głoska „k” jest wymawiana twardo, np.: jajkąͤm, z Władkąͤm – jajkiem, z Władkiem; czasem też w narzędniku opuszcza się „m”, przy czym „e” pozostaje bez zmian, np.: z kumotre – z kumotrem;
- narzędnik lm. zawsze przyjmuje końcówkę „-åmi” (nawet wtedy, gdy w polszczyźnie ogólnej jest -mi), np.: liściåmi, dłoniåmi = liśćmi, dłońmi;
- miejscowniku lp. rzeczowników męskich zachwianie dystrybucji końcówek „-e” oraz „-u”, np.: na domie – na domu, o synie – o synu, w kapelusie – w kapeluszu;
- przysłówki i zaimki z przyrostkami -ik, -ok, np.: tutok, tamok, dzisiok, cosik, ftosik, dziesik/kajsik, jakiesik, ftůresik – tutaj, tam, dziś, coś, ktoś, gdzieś, jakieś, któreś;
- zaimki nieokreślone typu chłoćco / chłojco, chłoćfto, chłoćjak, chłoćjaki, chłoćftůry, chłoćkie(j);
- słownictwo rodzime – obecność wielu wyrazów takich jak np.: ciupaga, bejdok (głupiec), styrmać sie (wspinać się), bechnǫͧć (spaść z wysoka), haratać (gwałtownie usuwać, gwałtownie coś robić), sietniok (człowiek niski), tajać (topnieć), drapa (góra), paryja (wąwóz), dziopa (dziewczyna), chłodok (chłopiec), durknǫͧć (strzelić), smerek (świerk).
- używanie partykuły ino (tylko).

Gwara ta jest nadal często używana przez mieszkańców.